# Tempio di Marte Ultore
Il tempio di Marte Ultore è un antico tempio romano, che faceva da chiusura scenografica al lato di fondo del foro di Augusto a Roma. Era dedicato al dio romano Marte "vendicatore", Mars Ultor, al quale Augusto aveva promesso in voto un tempio prima della vittoria nella battaglia di Filippi.
La costruzione venne probabilmente iniziata, insieme a quella del foro, solo dopo che Augusto si fu di fatto assicurato il potere, negli anni tra il 30 e il 27 a.C., e il tempio venne solennemente inaugurato quarant'anni dopo la promessa nel 2 a.C.

## Storia

### Antichità
L'idea della consacrazione di un tempio a Marte Vendicatore si deve ad Ottaviano Augusto il quale, prima di diventare imperatore, avrebbe fatto un voto al dio romano della guerra durante la battaglia di Filippi del 42 a.C., nella quale furono sconfitti gli uccisori di Cesare, Bruto e Cassio, vendicandone la morte. Così, infatti, riportano due cronisti del passato, Svetonio e Ovidio. Il primo scrive:
(Svetonio, Augustus, 29.)
Il secondo riporta invece le parole che Ottaviano avrebbe pronunciato prima della battaglia, supplicando Marte di concedergli la vittoria per vendicare il padre adottivo Giulio Cesare:
(Ovidio, Fasti, canto V)
Secondo Svetonio, inoltre, già Cesare, prima di Ottaviano, avrebbe promesso al dio Marte un tempio in cambio della vittoria nella battaglia di Farsalo, che lo vide combattere contro il suo rivale Pompeo. Tuttavia, mentre egli fece effettivamente erigere un tempio a Venere (anch'essa invocata in quell'occasione) nel proprio foro, quello promesso a Marte rimase in stato di progetto, probabilmente perché Cesare preferì adempiere alla promessa dopo le future campagne contro i Parti. La sua morte, ad opera di una congiura, pose fine sia alle ambizioni del generale, sia al suo progetto urbanistico. Dopo di lui, Ottaviano ribadì la promessa fatta a Marte, assumendo il voto del padre adottivo, che tra l'altro fu formulato in circostanze simili, ovvero durante la Guerra Civile. Tuttavia, mentre Cesare aveva progettato di costruire il tempio nel Campo di Marte, fuori dalle mura del pomerium, in ossequio alla tradizione che vietava di introdurre armi nella zona sacra della città, Ottaviano lo fece erigere al suo interno.
I lavori di costruzione furono lunghi, e il tempio (e il relativo Foro di Augusto) furono inaugurati il 2 a.C., ovvero quarant'anni dopo il voto iniziale, sebbene a quella data l'edificio non fosse ancora completato. Augusto prenderà in seguito parte alla cerimonia pubblica di consacrazione del tempio, manifestando dunque il coinvolgimento del primo imperatore romano nel progetto. La costruzione fu molto probabilmente rallentata dal conflitto contro Marco Antonio, tuttavia gli storici credono che lo stesso Augusto abbia ordinato di rallentare i lavori in modo da consacrare il tempio a principato già instaurato, così da legare il monumento alla riforma augustea e non al nefasto ricordo del cesaricidio e della seguente guerra civile. In quei quarant'anni, tuttavia, Augusto non farà mistero delle proprie ambizioni, ad esempio mettendo in circolazione monete commemorative della restituzione delle insegne legionarie perdute a Carre, sul cui retro era rappresentato il tempio rotondo di Marte sul Campidoglio accompagnato dalla scritta "MART. VLTO.". Secondo Cassio Dione, sarebbe invece proprio nel 19 a.C. che Ottaviano inaugurò il tempio, nello stesso anno in cui le insegne legionarie perdute da Crasso nella sconfitta di Carre tornarono in mano romana, celebrando dunque tale evento come una vittoria militare:
(Cassio Dione, Storia Romana)
Alla fine del 54 d.C, il Senato decise di erigere una statua di Nerone all'interno del tempio per celebrare le vittorie di Corbulone in Armenia. Un restauro fu inoltre effettuato sotto Adriano, ma pare si fosse limitata alla sostituzione di alcuni capitelli del portico vicino.

### Resti
Ad oggi, i resti sono visibili grazie ai lavori di scavo e restauro portati a termine tra il 1930 e il 1932 da Corrado Ricci in occasione della costruzione di Via dei Fori Imperiali. Essi includono buona parte del podio, 3 colonne corinzie e un pilastro addossato al muro retrostante la struttura. Tali colonne sostengono tutt'oggi una parte di architrave, di cui è ancora possibile osservare la decorazione originaria.

## Descrizione
Il tempio ripeteva in scala maggiore il tempio di Venere Genitrice nel Foro di Cesare, con la differenza anche della scalinata centrale al posto delle due gradinate laterali. La somiglianza è individuata in particolare nella presenza di un'abside sul fondo della cella. Il tempio si trovava alla sommità di un alto podio (alto circa 3,55 m) e dominava la piazza del foro, definito angustum (angusto, di limitata ampiezza) dalle fonti antiche. Queste, infatti, ricordano come i collaboratori di Augusto ebbero difficoltà ad espropriare tutti i terreni necessari.

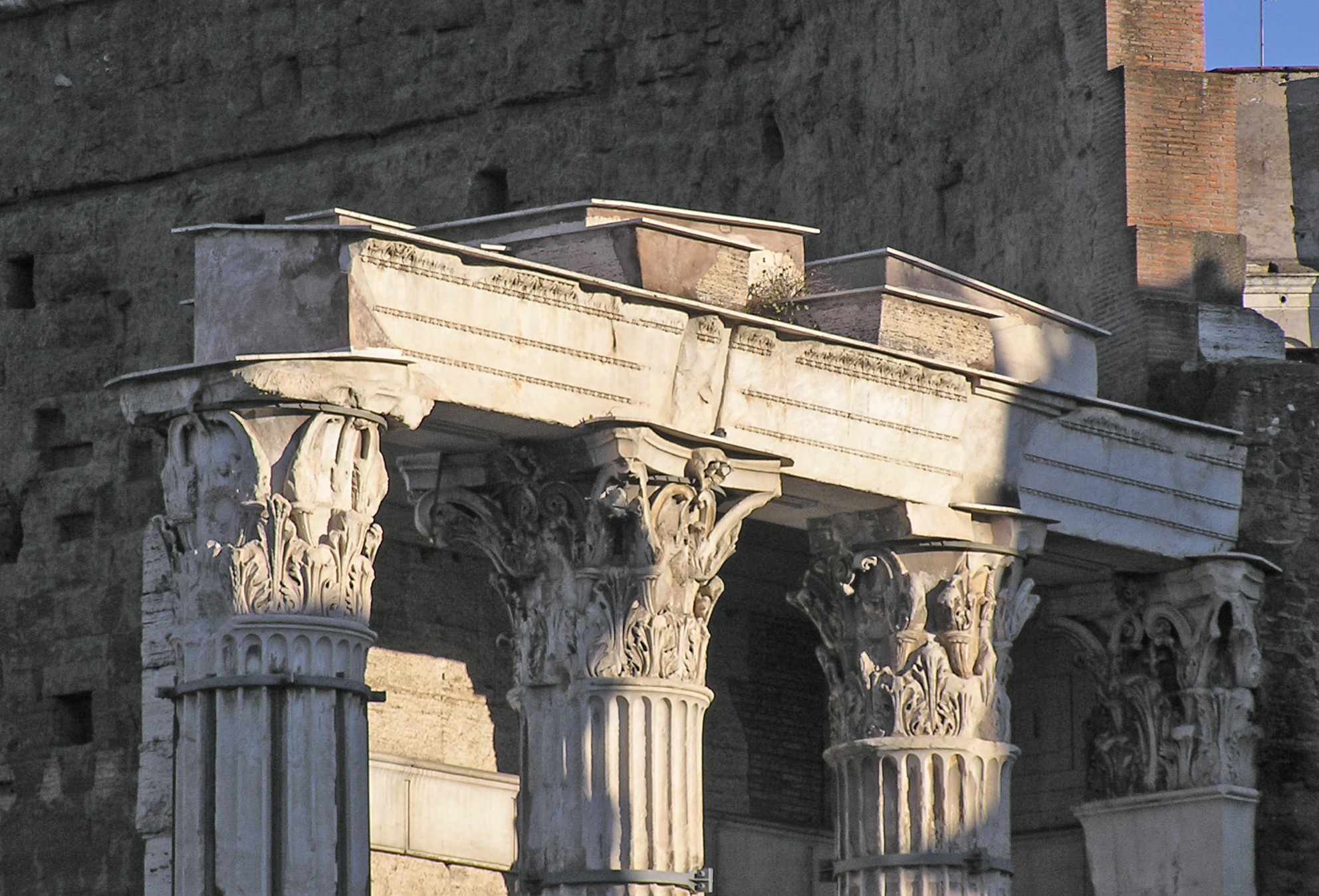
Dettaglio dei capitelli e dell'architrave, unica parte rimasta della trabeazione) nelle colonne sul fianco destro del tempio

Si trattava di un tempio periptero sine postico (con colonne che circondano la cella su tre lati, ma non sul lato di fondo), di ordine corinzio, ottastilo (con otto colonne sulla fronte). Nell'epistilio trovava posto l'iscrizione dedicatoria. I colonnati laterali, anch'essi di otto colonne, terminavano contro l'alto muro di recinzione del complesso, al quale il tempio si addossava, con una lesena. Oltre ad alcuni elementi rialzati in seguito agli scavi, sono rimaste in piedi sul fianco meridionale tre colonne e il pilastro terminale, con l'adiacente tratto del muro della cella. Ciascuna colonna è alta circa 15 metri.
I colonnati e le pareti esterne della cella erano realizzati in marmo lunense, ed anche il podio era rivestito di marmo. L'ordine architettonico del tempio ha rappresentato un modello in seguito divenuto canonico, all'origine dell'evoluzione della decorazione architettonica romana. Il podio era costituito da fondazioni in opera cementizia e in blocchi di tufo sotto i muri e in tufo e travertino sotto i colonnati; le fondazioni erano rivestite da blocchi di marmo bianco lunense. Vi si accedeva per mezzo di una scalinata frontale di 17 gradini in marmo, su fondazioni in cementizio, interrotta al centro da un altare; due fontane ne decoravano le estremità.

### La cella

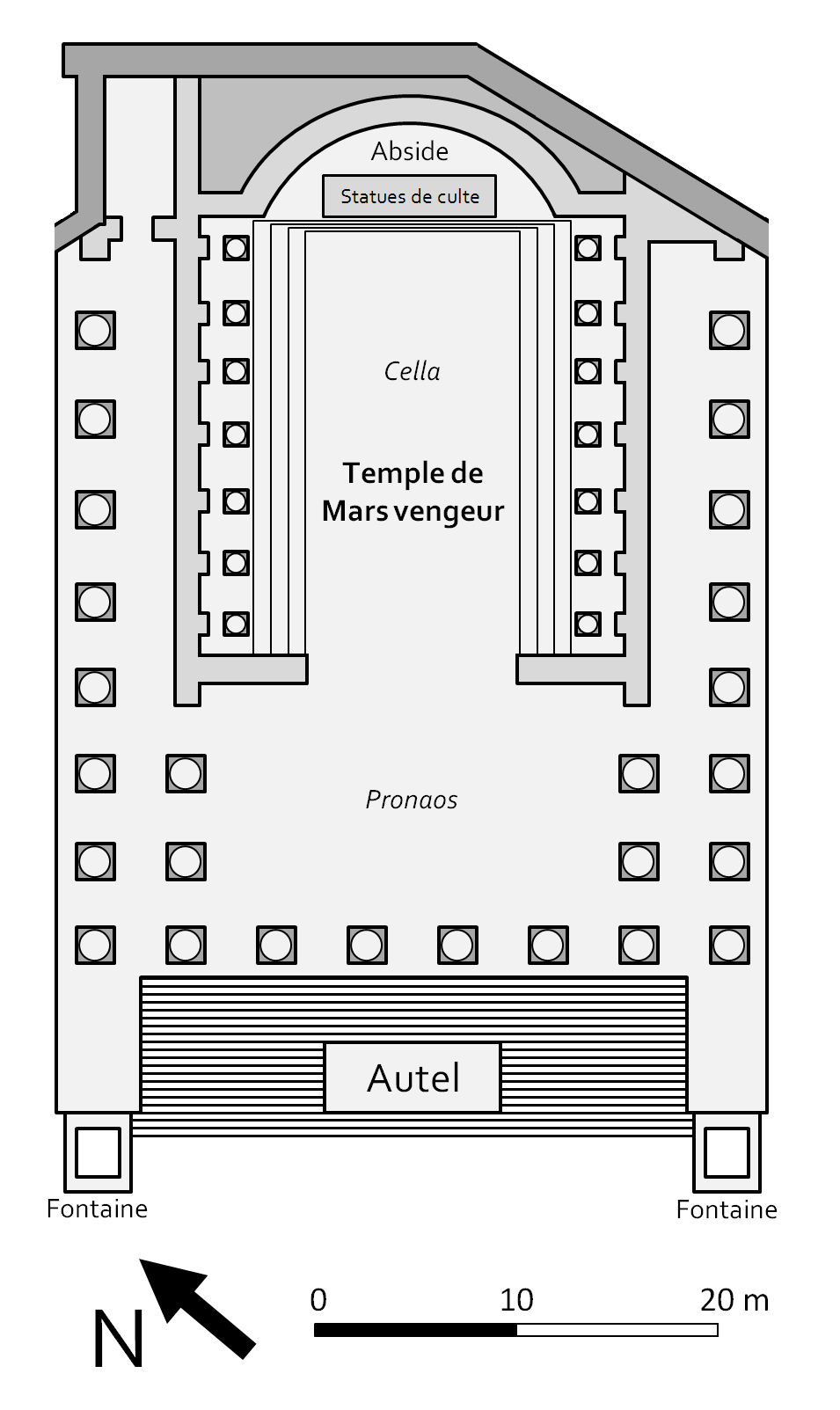
Mappa ricostruttiva del tempio di Marte Ultore

La cella aveva le pareti interne decorate da uno o più probabilmente da due ordini di colonne, staccate dalla parete, rispecchiate sul muro da altrettante lesene. I fusti erano in marmo colorato e i capitelli, dei quali ci è pervenuto un esemplare intero di lesena, oggi esposto nel Museo dei Fori Imperiali, erano decorati da figure di Pegasi (cavalli alati).
La pavimentazione presentava un disegno a grande modulo con lastre in marmo africano e pavonazzetto, di cui resta qualche tratto
Sul fondo la cella terminava con un'abside, staccata mediante un'intercapedine dal muro di fondo, occupata da un ulteriore piccolo podio per le statue di culto, preceduto da una scalinata rivestita in lastre di alabastro. Su un podio lungo circa 9 metri erano ospitate probabilmente tre statue: di Marte, di Venere e del Divus Iulius o, forse, sulla base di fonti storiografiche, del Genio di Nerone; nel Museo di Algeri esiste un rilievo (noto anche tramite altre copie) che dà un'idea delle statue: Marte è barbato, con le armi e appoggiato sulla lancia (una copia di questa statua è al Museo Capitolino); Venere è coperta dal chitone e accompagnata da Eros, che porge la spada a Marte.

### Il frontone

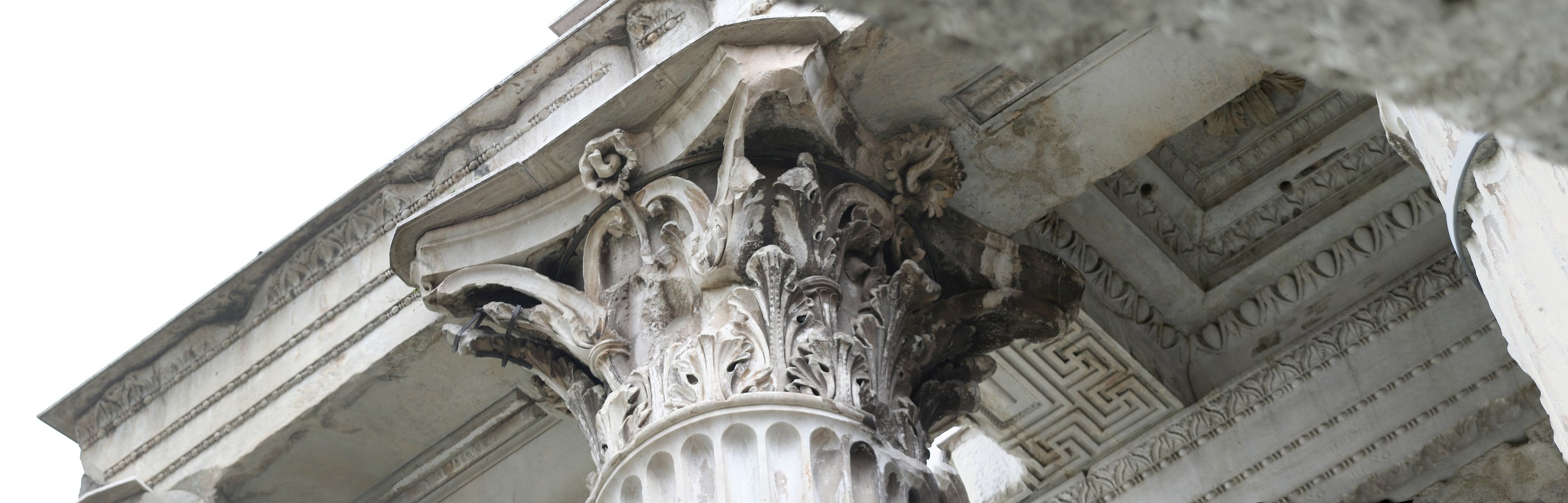
Dettaglio del capitello corinzio e della decorazione del tempio di Marte Ultore

La raffigurazione che occupa il frontone è nota dalla raffigurazione sull'Ara Pietatis Augustae di Claudio. Ospitava (da sinistra): la personificazione del Palatino semisdraiata, Romolo seduto che seguiva con lo sguardo il volo degli uccelli (come un augure), Venere con Eros, Marte con la lancia (al centro), la Fortuna, la dea Roma e la personificazione del fiume Tevere.
Il tempio custodiva una sorta di sancta sanctorum, il penetrale, dove erano conservate la spada di Giulio Cesare e le insegne perdute da Crasso durante la guerra contro i Parti e poi restituite ad Ottaviano Augusto dal re partico in segno di sottomissione. Probabilmente questa funzione era svolta dall'abside stessa.

## Galleria d'immagini

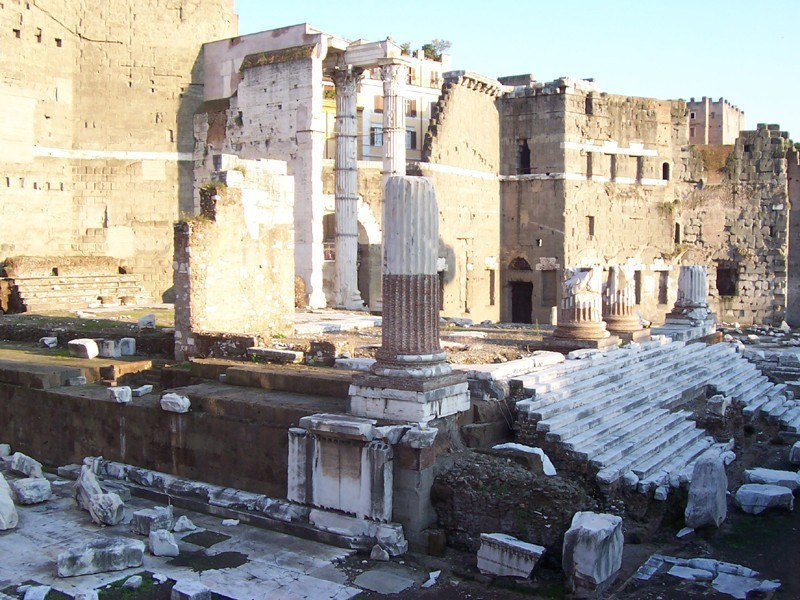
Il tempio visto da sud-ovest
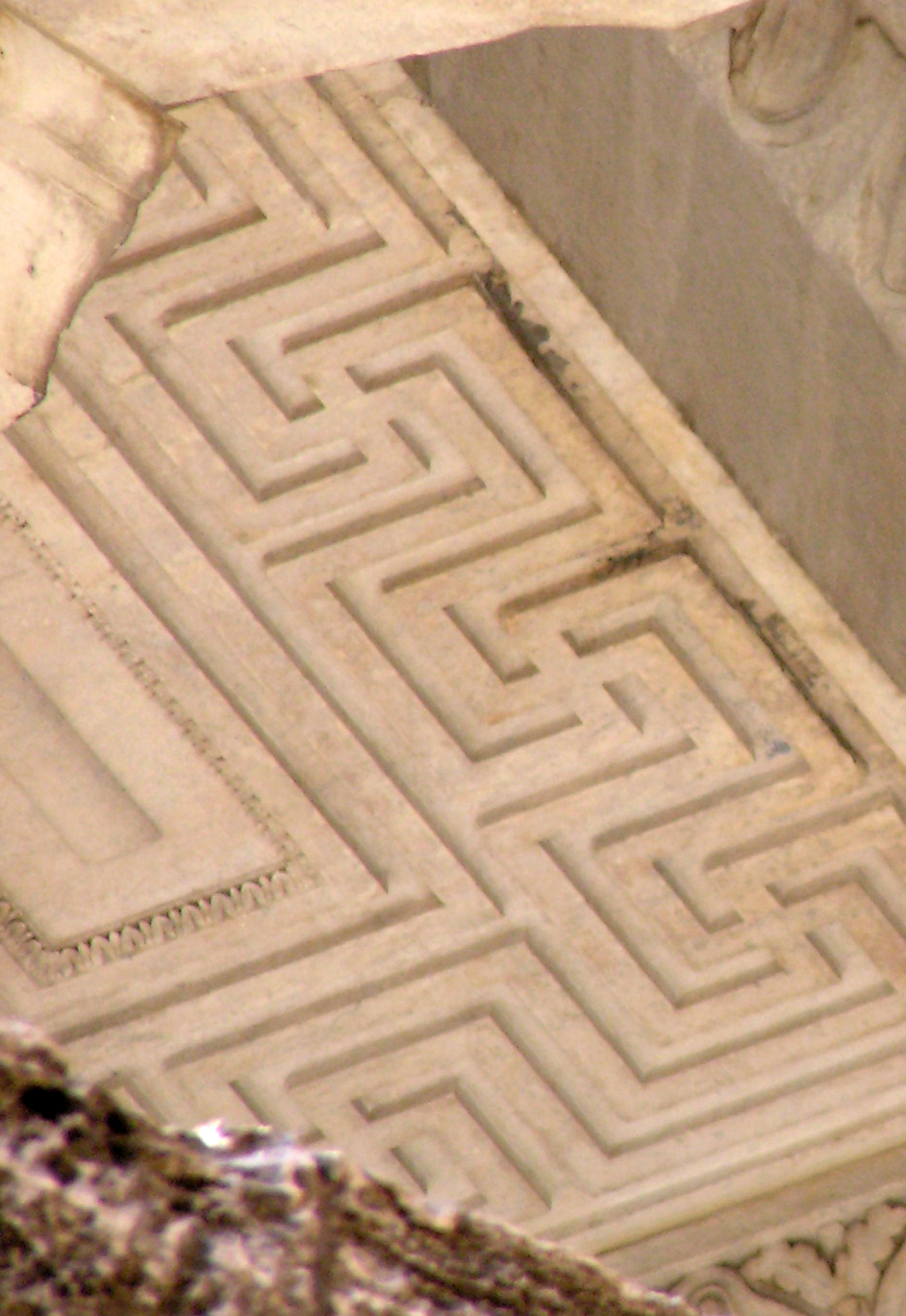
Dettaglio della decorazione di un meandro nel soffitto
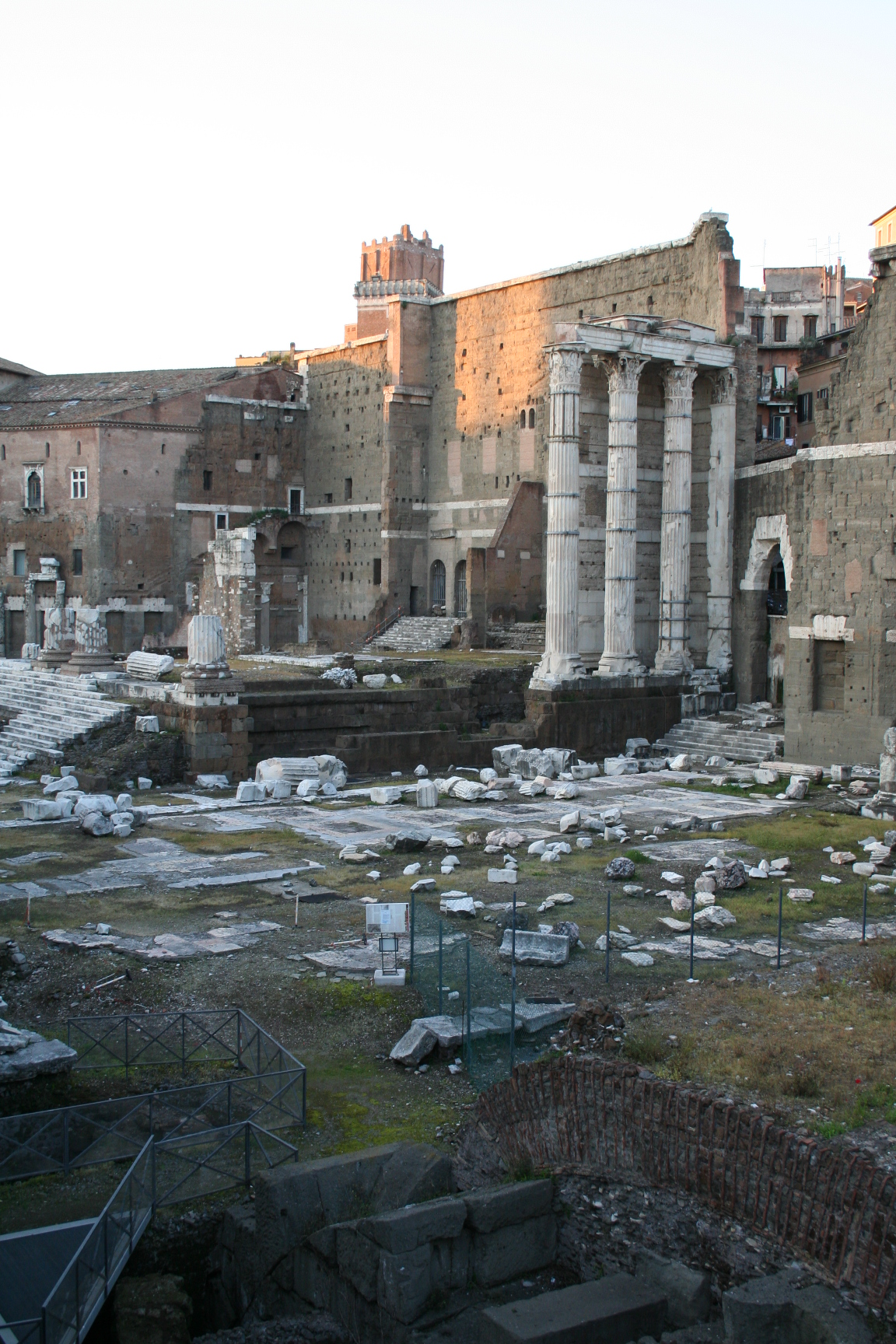
Tempio di Marte Ultore